# 판타즈마
《판타즈마》(Phantasma)는 buddies에서 제작한 비주얼 노벨 동인 게임이다. 2007년 3월 웹사이트를 통해 무료로 공개되었다. VNAP을 기반으로 제작되었다. 2009년 라이온로직스에 의해 모바일 게임화되었다.

## 줄거리
주인공(20세 여성, 이름은 플레이어가 설정)은 고향을 떠나 서울에서 자취를 하는 재수생이다.
그 무렵 마을에서는 '이변'이라고 불리는 기이한 현상이 생기고 있었는데, 은행에 갔다가 은행강도를 만난 주인공의 앞에 이상한 복장을 한 두 남자가 나타나 강도를 물리치고 홀연히 사라진다.
하지만 폐쇄 회로 텔레비전만 보고 경찰은 그 둘을 강도와 한 패로 오인하고, 두 사람과 다시 만난 주인공은 자기 집에 숨도록 한다. 이를 계기로 주인공은 두 남자와 함께 살게 되는데……

## 등장인물
류빈
21세. 다른 세계에서 온 사람. 그쪽 세계에서는 왕자라고 한다.
풍아
24세. 류빈을 호위하는 신하 입장. 그의 말은 보통 사람이 듣지 못하지만, 주인공은 조금씩 들을 수 있기 때문에 친해진다.
한성우
고향에서 알고 지내던 후배.
김진하
재수 학원에서 친해진 선배.
민지혁
얼떨결에 나간 소개팅에서 만난 남자.
신경일
재수 학원에서 성적 1등을 달리고 있다. 주인공에게 아는 척을 하지만 주인공은 기억하지 못한다.

## 만든 사람들
- 그래픽, 시나리오, 스크립트 - 란(김민영)
- 그래픽, 시나리오 - 시드(박신애)
- 배경일러스트 - 다구